# Whiston, Northamptonshire
Whiston är en by i civil parish Cogenhoe and Whiston, i distriktet West Northamptonshire, i grevskapet Northamptonshire i England. Byn är belägen 10 km från Northampton. Orten har 59 invånare (2009). Whiston var en civil parish fram till 1935 när blev den en del av Cogenhoe. Civil parish hade 49 invånare år 1931. Byn nämndes i Domedagsboken (Domesday Book) år 1086, och kallades då Wice(n)tone.